# Пія Гансен
Пія Гансен  (швед. Pia Hansen, 25 вересня 1965) — шведський стрілець, олімпійська чемпіонка.

## Виступи на Олімпіадах
| Олімпіада   | Дисципліна       | Місце |
| ----------- | ---------------- | ----- |
| Сідней 2000 | траншейний стенд | 8     |
| Сідней 2000 | дубль-трап       | 1     |
| Афіни 2004  | траншейний стенд | =9    |
| Афіни 2004  | дубль-трап       | =9    |